# Uuden Musiikin Kilpailu 2023
La dodicesima edizione di Uuden Musiikin Kilpailu si è svolta presso il Logomo di Turku il 25 febbraio 2023 e ha selezionato il rappresentante finlandese all'Eurovision Song Contest 2023 a Liverpool.
Il vincitore è stato Käärijä con Cha cha cha.

## Organizzazione
L'emittente finlandese Yleisradio (Yle) ha confermato la partecipazione della Finlandia all'Eurovision Song Contest 2023 il 15 maggio 2022, annunciando inoltre l'organizzazione della 12ª edizione di Uuden Musiikin Kilpailu (UMK) per selezionare il proprio rappresentante. Dal 1º settembre 2022 l'emittente ha dato la possibilità agli aspiranti partecipanti di inviare i propri brani entro il 5 settembre successivo, con la condizione che gli artisti partecipanti e che almeno uno dei compositori fossero cittadini o residenti permanenti in Finlandia.
L'evento, presentato da Samu Haber, si è svolto in un'unica serata da 7 partecipanti dove il voto combinato del televoto e della giuria internazionale ha decretato il vincitore.

### Giuria
La giuria internazionale per UMK 2023 è stata composta da:
- Australia – Jude York
- Germania – Mark Forster
- Polonia – Kamil Staszczyszyn
- Regno Unito – William Lee Adams
- Spagna – Angy Fernández
- Svezia – Cornelia Jakobs (Rappresentante della Svezia all'Eurovision Song Contest 2022)
- Ucraina – Timur Mirošnyčenko

## Partecipanti
I sette partecipanti sono stati svelati l'11 gennaio 2023. I brani saranno pubblicati in digitale ciclicamente dal 12 fino al 20 gennaio 2023.
| Artista        | Titolo                        | Lingua     | Compositori                                                    |
| -------------- | ----------------------------- | ---------- | -------------------------------------------------------------- |
| Benjamin       | Hoida mut                     | Finlandese | Atso Soivio, Benjamin Peltonen, Iivari Suosalo                 |
| Käärijä        | Cha cha cha                   | Finlandese | Aleksi Nurmi, Johannes Naukkarinen, Jere Pöyhönen, Jukka Sorsa |
| Keira          | No Business on the Dancefloor | Inglese    | Teemu Brunila, Axel Ehnström, Jason OK                         |
| Kuumaa         | Ylivoimainen                  | Finlandese | Johannes Brotherus, Aarni Soivio, Jonttu Luhtavaara            |
| Lxandra        | Something to Lose             | Inglese    | Alexandra Lehti, Amy Kuney, Belinda Huang, Minna Koivisto      |
| Portion Boys   | Samaa taivasta katsotaan      | Finlandese | Mikael Forsby, Raimo Paavola, Mikko Tamminen                   |
| Robin Packalen | Girls like You                | Inglese    | Robin Packalen, Joonas Parkkonen, Zoë Moss                     |

## Finale
La finale si è tenuta il 25 febbraio 2022 presso il Logomo di Turku ed è stata presentata da Samu Haber. L'ordine d'uscita è stato reso noto il 13 febbraio 2023.
La serata è stata aperta da Bess, finalista dell'edizione precedente, mentre The Rasmus, rappresentanti della Finlandia all'Eurovision Song Contest 2022, e Samu Haber si sono esibiti durante la fascia dedicata al televoto. Durante la finestra di voto sono stati inviati 231 968 voti, di cui 138 644 via l'app ufficiale e 93 324 via SMS o chiamata. La finale è stata seguita dal vivo da una media di 1 300 000 telespettatori, con un totale di 2 100 000 finlandesi raggiunti nel corso della serata.
Käärijä è stato proclamato vincitore trionfando sia nel voto della giuria che nel televoto, ottenendo in quest'ultimo più della metà dei voti totali.
| # | Artista        | Titolo                        | Punteggio | Punteggio | Punteggio | Posizione |
| # | Artista        | Titolo                        | Giuria    | Televoto  | Totale    | Posizione |
| - | -------------- | ----------------------------- | --------- | --------- | --------- | --------- |
| 1 | Robin Packalen | Girls like You                | 28        | 81        | 109       | 4         |
| 2 | Kuumaa         | Ylivoimainen                  | 44        | 63        | 107       | 5         |
| 3 | Käärijä        | Cha cha cha                   | 72        | 467       | 539       | 1         |
| 4 | Keira          | No Business on the Dancefloor | 42        | 91        | 133       | 3         |
| 5 | Benjamin       | Hoida mut                     | 34        | 32        | 66        | 7         |
| 6 | Lxandra        | Something to Lose             | 46        | 24        | 70        | 6         |
| 7 | Portion Boys   | Samaa taivasta katsotaan      | 28        | 124       | 152       | 2         |

| Brano                         | GBR | DEU | ESP | SWE | POL | AUS | UKR | Totale |
| ----------------------------- | --- | --- | --- | --- | --- | --- | --- | ------ |
| Girls like You                | 2   |     | 2   | 8   | 2   | 2   | 12  | 28     |
| Ylivoimainen                  | 10  | 6   | 6   | 4   | 4   | 6   | 8   | 44     |
| Cha cha cha                   | 6   | 12  | 12  | 10  | 10  | 12  | 10  | 72     |
| No Business on the Dancefloor | 12  | 4   | 4   | 6   | 6   | 4   | 6   | 42     |
| Hoida mut                     |     | 2   |     | 12  | 12  | 8   |     | 34     |
| Something to Lose             | 4   | 10  | 10  |     | 8   | 10  | 4   | 46     |
| Samaa taivasta katsotaan      | 8   | 8   | 8   | 2   |     |     | 2   | 28     |